# River Vale
River Vale es un municipio situado en el condado de Bergen, Nueva Jersey, Estados Unidos. Tiene una población estimada, a mediados de 2023, de 10 111 habitantes.

## Geografía
La localidad está ubicada en las coordenadas 41°00′51″N 74°00′24″O / 41.01417, -74.00667 (41.014201, -74.006774).

## Demografía

### Censo de 2020
Según el censo de 2020, en ese momento la población del municipio era de 9909 habitantes. La densidad de población era de 947.0 hab./km².
| Raza                   | Núm. | Porc.  |
| ---------------------- | ---- | ------ |
| Blancos                | 7940 | 80.13% |
| Afroamericanos         | 124  | 1.25%  |
| Amerindios             | 17   | 0.17%  |
| Asiáticos              | 1005 | 10.14% |
| Isleños del Pacífico   | 4    | 0.04%  |
| De otras razas         | 132  | 1.33%  |
| De una mezcla de razas | 687  | 6.93%  |

Del total de la población, el 7.38% eran hispanos o latinos de cualquier raza.

### Estimación 2018-2022
De acuerdo con la estimación 2018-2022 de la Oficina del Censo, los ingresos medios de los hogares son de $182,708 y los ingresos medios de las familias son de $211,321. Los ingresos per cápita en los últimos doce meses, medidos en dólares de 2022, son de $78,914. Alrededor del 4.2% de la población está por debajo de la línea de pobreza.